# Günter Rehbein
Günter Rehbein (* 8. Mai 1936; † 5. November 2015 in Bad Kreuznach) war ein deutscher Fußballspieler. Von 1954 bis 1963 absolvierte er in der alten erstklassigen Fußball-Oberliga insgesamt 243 Ligaspiele und erzielte dabei elf Tore. Für Eintracht Bad Kreuznach von 1954 bis 1960 in der Südwestoberliga 166 Spiele mit neun Toren und ab 1960 bis 1963 beim VfR Mannheim in der Oberliga Süd 77 Spiele mit zwei Treffern.

## Laufbahn

### Im Südwesten, bis 1960
Nach dem Aufstieg im Jahr 1954 spielte Günter Rehbein mit der Mannschaft aus dem Tal der Nahe, Eintracht Bad Kreuznach, sechs Jahre in der Fußball-Oberliga Südwest, durchgehend als Leistungsträger und Stammspieler. Ab dem Jahr 1955 unter der Trainingsleitung von Ex-Nationalspieler Jupp Rasselnberg. Bereits am Ende seiner ersten Oberligasaison 1954/55, am 25. Juni 1955, wurde das 19-jährige Außenläufertalent von Bundestrainer Sepp Herberger in die neu installierte Juniorennationalmannschaft (U 23) des DFB berufen. Das Länderspiel gegen Jugoslawien endete in Frankfurt mit einem 3:3-Remis, und Rehbein war als rechter Außenläufer im Einsatz gewesen. In der Saison 1957/58 gelang ihm mit seinen Mannschaftskameraden Achim Melcher und Richard Sehrt mit dem siebten Rang die beste Platzierung. Am 8. Dezember 1957 trug dazu auch der 2:1-Heimerfolg vor 10.000 Zuschauen gegen den 1. FC Kaiserslautern bei, in deren Reihen mit Fritz Walter, Ottmar Walter und Horst Eckel noch drei Aktive der Weltmeistertage von 1954 in der Schweiz aktiv waren. Mit dem letzten Rundenspieltag 1959/60, den 24. April 1960, mit dem 3:1-Heimerfolg gegen SV Saar 05 Saarbrücken beendete er seine aktive Zeit bei der SG Eintracht Bad Kreuznach und wechselte zur Saison 1960/61 in die Fußball-Oberliga Süd zum VfR Mannheim.

### In Mannheim, 1960 bis 1968
In der Quadratestadt, bei den Blau-Weiß-Roten vom VfR, absolvierte der Neuzugang aus Bad Kreuznach 1960/61 auf Anhieb alle 30 Ligaspiele und die Rasenspieler belegten in der Oberliga Süd den neunten Rang. In den zwei abschließenden Runden der Oberligaära, 1961/62 und 1962/63, kam der Deutsche Meister des Jahres 1949, aber nicht über zweistellige Plätze hinaus und konnte sich somit nicht für die neue Fußball-Bundesliga zur Saison 1963/64 qualifizieren. Nach insgesamt 77 Ligaspielen mit zwei Toren war für Rehbein mit dem VfR das Kapitel Fußball-Oberliga im Sommer 1963 beendet. Ab der Runde 1963/64 spielte er mit dem VfR in der zweitklassigen Fußball-Regionalliga Süd. Er gehörte neben Torhüter Hans Benzler und Torjäger Rudolf Bast in den ersten zwei Runden zu den Leistungsträgern und der VfR belegte jeweils den sechsten Rang. Nach dem Tief im Weltmeisterschaftsjahr 1966 – der VfR landete nur auf dem 12. Platz – ging es mit dem neuen Torjäger Franz Schäffner, dem Mittelfeldakteur Wolfgang Platz und dem Defensivspieler Walter Duttenhofer in den Jahren 1967 und 1968 nochmals auf die Plätze fünf und sechs in der Regionalliga Süd. Nach insgesamt 150 Ligaspielen in der Regionalliga mit sieben Toren beendete Günter Rehbein im Sommer 1968 seine höherklassige Spielerlaufbahn.